# Axon

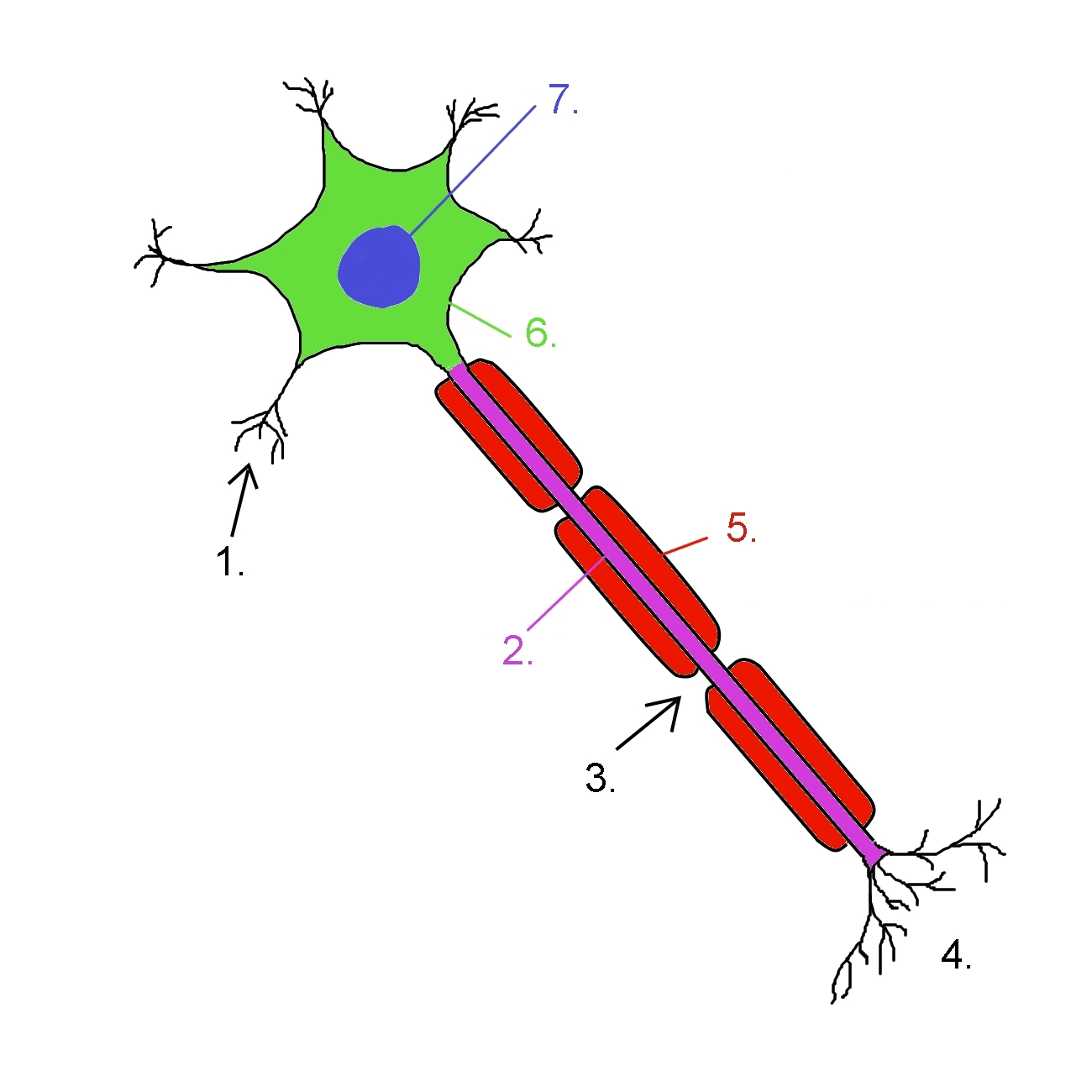
Neuron:
1. dendrită
2. axon
3. nod Ranvier
4. terminații axonale
5. teacă de mielină
6. corp celular
7. nucleu

Axonul, numit și cilindrax sau neurit, este proiecția neramificată a unui neuron, care conduce impulsul nervos dinspre corpul celular (pericarion) spre periferie, unde contactează alte celule nervoase, glande sau mușchi prin sinapse. Acesta este motivul pentru care axonul mai este cunoscut și sub denumirea de prelungire celulifugă.

## Informații
Axonii sunt principalele linii de transmisie ale sistemului nervos și pot fi asemănate cu cablurile unui calculator (deși sunt mult mai complecși). Ceea ce se numește nerv reprezintă de fapt mai mulți axoni. Axonii pot fi foarte lungi, de exemplu cei mai lungi axoni sunt cei care formează nervul sciatic, adică cei care pleacă din baza coloanei vertebrale și ajung în degetul mare al fiecărui picior; pot avea până la un metru. 
Din unii axoni se desprind alte fibre numite colaterale, care transmit impulsul simultan.
Axonul prezintă o citoplasmă specializată, numită axoplasmă, în care se găsesc mitocondrii, vezicule ale reticulului endoplasmatic și neurofibrile. Membrana ce acoperă axoplasma se numește axolemă, cu rol important în propagarea influxului nervos. Axonul este învelit în cele trei teci de protecție și nutriție, care, de la interior spre exterior, sunt: teaca de mielină, teaca Schwann și teaca Henle (endoneurală). Trebuie menționat că teaca Henle înfășoară inclusiv butonii terminali, având rol în permeabilitate și rezistență.

## Mielina
La vertebrate, majoritatea axonilor au o teacă de mielină. Aceasta este formată de două tipuri de celule gliale: celulele Schwann (care mielinizează axonii neuronilor extranevraxiali) și oligodendrocitele (care mielinizează axonii din sistemul nervos central). O diferență importantă este că o oligodendrocită mielinizează mai mulți neuroni, în timp ce o celulă Schwann numai unul, deci axonii de la periferie se mielinizează mult mai ușor. Mielina izolează fibra electric, ceea ce duce la o conductanță mai bună. În plus, teaca de mielină este întreruptă la intervale fixe; aceste locuri se numesc noduri sau strangulații Ranvier. În fibrele mielinice, impulsul se propagă saltator, de la un nod la altul (conducere saltatorie), mult mai rapid decât în fibrele amielinice (conducere continuă, din aproape în aproape). Demielinizarea axonilor este cauza unor tulburări neurologice.

## Tipuri și viteze
- fibra mielinică Aα are diametrul de 10–20 μm și conduce cu o viteză de 60–120 m/s. Exemple: fibrele motoneuronilor α, proprioreceptorilor;
- fibra mielinică Aβ are diamterul de 7–15 μm, viteza de 40–90 m/s. Exemple: fibrele exteroreceptorilor tactili și baroreceptorii;
- fibra mielinică Aγ are diametrul de 4–8 μm, viteza de 30–40 m/s. Exemple: fibrele motoneuronilor γ;
- fibra mielinică Aδ are diametrul de 2,5–5 μm, viteza de 15–25 m/s. Exemple: fibrele receptorilor dureroși, termorecptorilor;
- fibra mielinică B are diametrul de 1–3 μm, viteza de 3–14 m/s. Exemple: fibre vegetative preganglionare;
- fibra amielinică C (Remack) are diametrul sub 1 μm și viteza de 0,5–2 m/s. Exemple: fibrele implicate în răspunsul reflex dureros, fibre vegetative postganglionare.

## Lezarea
Dacă un axon este lezat (prin secționare, zdrobire, anoxie, subsțante toxice), apare degradarea neuronală anterogradă și retrogradă.
Degradarea neuronală anterogradă se referă la degradarea porțiunii distale (adică de la secțiune spre periferie). Aceasta se mai numește și degradare walleriană (deoarece a fost studiată de Augustus Waller). Se produce în principal datorită izolării porțiunii distale de centrul metabolic (corpul celular) și apare la 24h de la lezare. După mai multe zile nu rămân decât celulele Schwann.
Degradarea retrogradă este degradarea segmentului proximal (adică spre corpul celular). În prima fază se distruge axonul până la prima sau a doua strangulație Ranvier. Apoi poate avea loc o degenerare sau o regenerare a corpului celular, în funcție de leziune. Chiar dacă se reface neuronul (acest proces durează aproximativ 80 de zile), aceasta nu garantează supraviețuirea pe termen lung a sa.
Dacă celulele cu axoni lezați se află în sistemul nervos central, atunci celulele gliale vor fagocita („cicatriza”) resturile celulare.